# Teo Otto

Teo Otto mit Max Frisch, links, bei Proben zur Uraufführung des Stücks Andorra, Schauspielhaus Zürich, Foto: Comet Photo, Bildarchiv der ETH Zürich, 1961

Teo Otto (* 4. Februar 1904 als Theodor Karl Otto in Remscheid; † 9. Juni 1968 in Frankfurt am Main) war ein Schweizer Bühnenbildner, Maler und Hochschullehrer deutscher Herkunft. Nach der Machtergreifung der Nationalsozialisten 1933 emigrierte er aus politischen Gründen in die Schweiz. Am Schauspielhaus Zürich wurde 1934 das Theaterstück Professor Mamlock von Friedrich Wolf unter dem Titel Professor Mannheim mit einem Bühnenbild von ihm aufgeführt. Er erstellte Ausstattungen zu maßgeblichen Uraufführungen berühmter Bühnenwerke von Bertolt Brecht, Max Frisch und Friedrich Dürrenmatt. Im Verlauf von 45 Jahren kleidete er auf internationalen Bühnen über 800 Inszenierungen künstlerisch ein.

## Leben und Werk
Otto studierte von 1923 bis 1926 an der Kunstakademie Kassel, in Paris und am Bauhaus in Weimar.
Seine Ausstattungen für Gustaf Gründgens’ Faust-Inszenierung, Bertolt Brechts Mutter Courage, Karajans Interpretation des Rosenkavalier, die Uraufführungen der Stücke von Friedrich Dürrenmatt und Max Frisch am Schauspielhaus Zürich prägten die internationale Theatergeschichte.

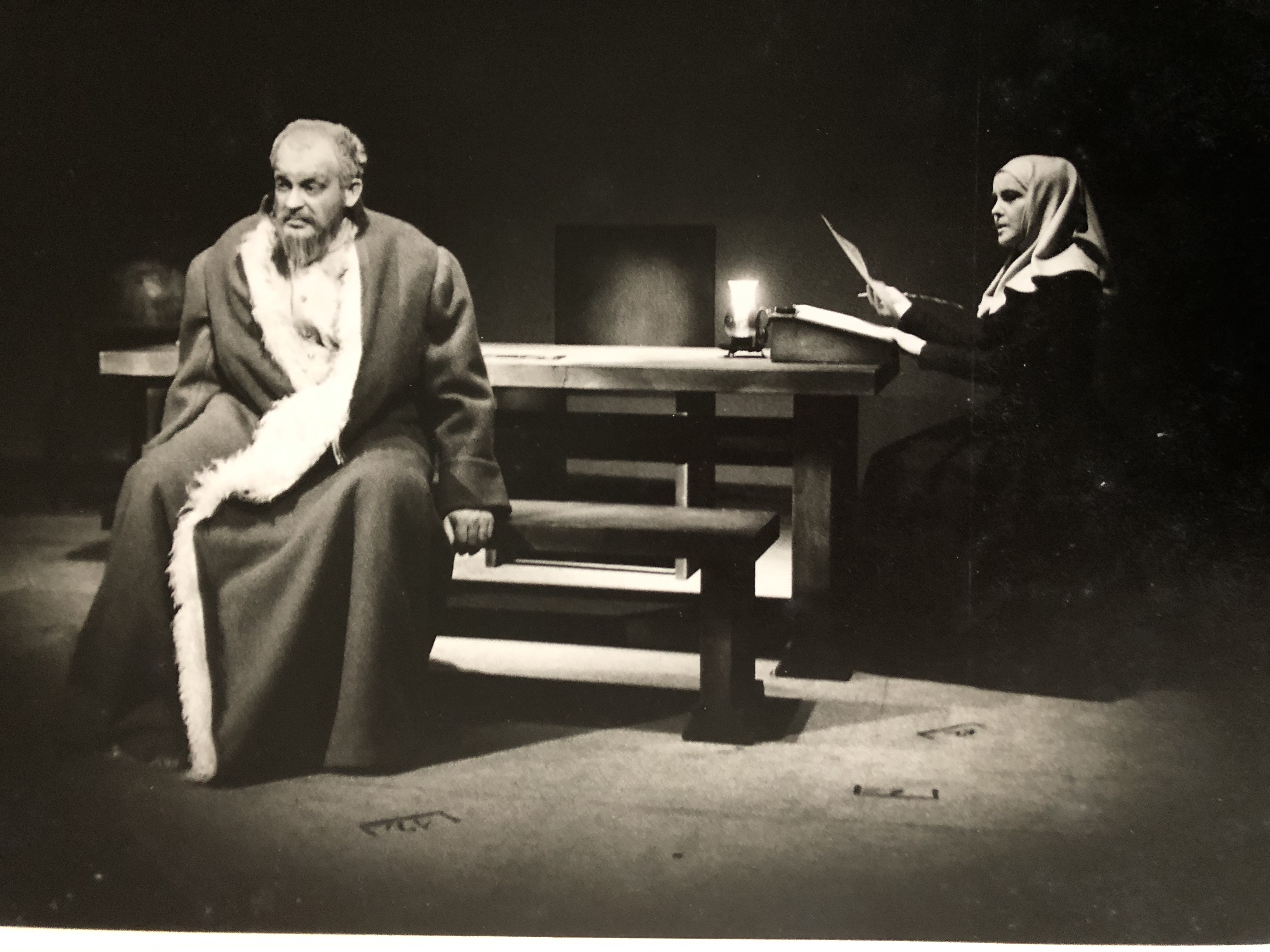
Szenenbild aus dem Leben des Galilei von Bertolt Brecht,
Foto: Fred Erismann, 1943

„Teo Otto – ein Name zu merken“ schrieb der Kritiker Alfred Kerr 1930 über den jungen Bühnenbildner der legendären Krolloper Berlin. Dort hatte er als Assistent von Ewald Dülberg bedeutende Vertreter der europäischen Avantgarde kennengelernt, die in Otto Klemperers Opernexperiment als Bühnenbildner eingeladen waren. Teo Otto arbeitete mit Giorgio de Chirico, László Moholy-Nagy und Oskar Schlemmer zusammen, lernte Igor Strawinsky und Bertolt Brecht kennen und begegnete Else Lasker-Schüler. 1930 war er mit erst 27 Jahren Ausstattungschef aller Preußischen Staatstheater Berlins. 1933 entließen ihn die Nationalsozialisten, da Teo Otto ihr erklärter politischer Gegner war. Mit der Machtübernahme der Nationalsozialisten emigrierte er in die Schweiz und wurde verantwortlicher Bühnenbildner des legendären Zürcher Schauspielhauses, wo er bis zu seinem Tod 1968 blieb. Hier gestaltete mehr als 400 Bühnenbilder auch für zahlreiche Uraufführungen von Bertolt Brecht, so 1941 für Mutter Courage und ihre Kinder. Max Frisch und Friedrich Dürrenmatt. Auf Einladung Brechts übernahm er auch Arbeiten beim Berliner Ensemble. Das Gedicht Theo, schwanke nicht schrieb Brecht 1956 für ihn.
Nach dem Zweiten Weltkrieg war er der gefragteste Bühnenbildner des deutschsprachigen Theaters und arbeitete unter anderem für die Salzburger Festspiele und das Wiener Burgtheater. Darüber hinaus war er für internationale Bühnen in New York, Paris, London, Mailand, Israel und Syrakus tätig. Er arbeitete mit Gustav Lindemann, Günther Rennert, Fritz Kortner, Kurt Hirschfeld, Oscar Fritz Schuh und Giorgio Strehler. Seine Arbeiten für Harry Buckwitz waren maßgebend für die westdeutsche Brecht-Rezeption. Neue faszinierende Wege gingen seine Klassik-Ausstattungen für Karl-Heinz Stroux und Leopold Lindtberg. Außerdem entwarf er Bühnenbilder für Operninszenierungen von Herbert von Karajan, etwa für Il trovatore von Giuseppe Verdi an den Salzburger Festspielen 1962, später für die Wiener Staatsoper. 1955 wurde er Schweizer. Er war an der Kunsthochschule Kassel von 1953 bis 1958 und an der Kunstakademie Düsseldorf als Nachfolger von Walter von Wecus von 1959 bis zu seinem Tod Professor und Leiter der Bühnenbildklasse (zu seinen Schülern und Schülerinnen gehörten z. B. Jörg Immendorff und Georg Klusemann sowie Katharina Sieverding). Neben seinen Bühnenbildern hinterließ er als Maler und Zeichner ein wichtiges künstlerisches Werk.
Teo Otto arbeitete im Lauf seines Lebens für mehr als 800 Inszenierungen.
In einem Nachruf hieß es über ihn: „Es gibt ästhetische und nüchtern abstrahierende, es gibt üppig malerische, in dunkelsilbernem oder dunkelgoldenem Barock schwelgende Dekorationen von Teo Otto. Er schüttete ein wahres Füllhorn von Gestalten und Bildern über unser Theater aus“.
Teo Ottos Grab befindet sich auf dem evangelischen Friedhof des Remscheider Stadtteils Bliedinghausen.

### Privatleben
Teo Otto heiratete 1933 seine langjährige Lebensgefährtin Berta, ein Jahr später wurde in der Schweiz die gemeinsame Tochter Eva geboren. Teo Otto war bis zu seinem Tod mit Berta Otto verheiratet.
Er war 13 Jahre mit der österreichischen Kammerschauspielerin Gusti Wolf (1912–2007) liiert, die nach seinem Tod Teile seines künstlerischen Nachlasses betreute und der Öffentlichkeit zugänglich machte. Die letzten Jahre lebte er mit der Frankfurter Designerin und Galeristin Renate Höhmann zusammen, mit der er ebenfalls eine gemeinsame Tochter (Katrin Höhmann, * 1961) hat. In dieser Zeit begann er wieder zu malen.

## Bühnenbilder

### Uraufführungen am Schauspielhaus Zürich (Auswahl)

Max Frisch (links) im Gespräch mit Teo Otto bei den Proben zur Uraufführung des Stücks Andorra am Schauspielhaus Zürich, Foto: Comet Photo, Bildarchiv der ETH Zürich, 1961

- 1934: Professor Mamlock von Friedrich Wolf, deutschsprachige Erstaufführung, 8. Dezember 1934
- 1941: Mutter Courage und ihre Kinder von Bertolt Brecht, 10. April 1941
- 1943: Der gute Mensch von Sezuan von Bertolt Brecht, 4. Februar 1943
- 1943: Leben des Galilei von Bertolt Brecht, Erstfassung, 9. September 1943
- 1945: Nun singen sie wieder von Max Frisch, 29. März 1945
- 1956: Der Besuch der alten Dame von Friedrich Dürrenmatt, 29. Januar 1956
- 1961: Andorra von Max Frisch, 2. November 1961
- 1962: Die Physiker von Friedrich Dürrenmatt, 21. Februar 1962
- 1966: Der Meteor von Friedrich Dürrenmatt, 20. Januar 1966
- 1968: Biografie: Ein Spiel von Max Frisch, 1. Februar 1968

### Aufführungen an der Wiener Staatsoper
- 1960: Die Fledermaus, 31. Dezember 1960 – 1. Januar 1979
- 1967: Dantons Tod, 9. November 1967 – 24. März 1972
- 1968: Die schweigsame Frau, 1. März 1968 – 10. März 1983
- 1963: Don Giovanni, 22. Juni 1963 – 20. Dezember 1966
- 1963: Der Troubadour, 24. Oktober 1963 – 16. Februar 1973 und 18. April 1973 – 17. Februar 1991
- 1967: Le nozze di Figaro, 28. April 1967 – 11. Januar 1977
- 1969: Prometheus, 21. Mai 1969 – 23. Mai 1969

## Zitate
„Es sind dichterische Bühnenbilder, Verdichtungen manchmal einer Atmosphäre, manchmal aber ganzer Epochen, erlebte Räume, oft vielleicht wie Alpträume, spukhaft und makaber, immer jedoch Visionen eines Mannes, der in den Werken der Dichter nicht ästhetische, sondern ethische Dokumente sieht, Zeugnisse, die nicht beschwichtigen, sondern aufrütteln.“

Friedrich Luft schrieb über Teo Otto in seiner Kritik der Aufführung Wassa Schelesnowa 1949 über das Bühnenbild am Maxim-Gorki-Theater:

„Das überredende, unauffällige Bühnenbild von Teo Otto“

Luft schrieb über das Bühnenbild Die Räuber am Schillertheater 1959:

„Teo Otto: Barocke Innen-Andeutungen gibt er, er drückt vorsorglich das Spiel auf dieser schwerhörigen Bühne nach vorn, Und eine düster verhangene Waldkulisse hat er errichtet, die einen Größe mitteilt in schöner Verhaltenheit“

## Filmografie
- 1932: Wenn zwei sich streiten
- 1936: Kämpfer
- 1940: Die mißbrauchten Liebesbriefe
- 1957: Mutter Courage und ihre Kinder
- 1960: Faust
- 1961: Mutter Courage und ihre Kinder[8]
- 1963: Wassa Schelesnowa
- 1964: Geschichten aus dem Wienerwald
- 1964: Andorra
- 1965: Totentanz
- 1966: Jegor Bulytschow und andere[9]

## Bücher
- Hans Rudolf Hilty (Hrsg.): Skizzen eines Bühnenbildners. Teo Otto. 33 Zeichnungen. Mit Texten von Max Frisch, Kurt Hirschfeld und Oskar Wälterlin. Tschudy Verlag, St. Gallen und Stuttgart 1964.
- Teo Otto: Meine Szene. Mit einem Vorwort von Friedrich Dürrenmatt, Verlag Kiepenheuer & Witsch, Köln, Berlin 1965.
- Der Bühnenbildner Teo Otto. Inszenierungen in Österreich. Verlag Galerie Welz, Salzburg 1977.

## Ausstellungen (Auswahl)

### Einzelausstellungen
- 1958: Bühnenbilder und Zeichnungen von Teo Otto. Grafische Sammlung ETH Zürich[10][11]
- 1977: Der Bühnenbildner Teo Otto. Inszenierungen in Österreich. Österreichisches Theatermuseum Wien, April bis August 1977.
- 2000/2001: Teo Otto – Der Bühnenbildner, der Maler, der Lehrer. Städtischen Galerie Remscheid, 25. November 2000 bis 4. Februar 2001.
- 2004: Dokumente der Zauberei. Der Bühnenbildner Teo Otto. Akademie der Künste Berlin, 14. Juli bis 15. August 2004.[12]
- 2006: Teo Otto – ein Mann der Zauberei (Max Frisch). Bühnenbilder und Malerei aus der Sammlung Höhmann-Müller. Lippisches Landesmuseum Detmold, 29. Juli – 29. Oktober 2006.
- 2017: Teo Otto. Der politische Mensch. Zeichnungen, Gemälde, Entwürfe, Kunstverein Ludwigsburg.

### Gruppenausstellungen
- 1948: Gerhard Kreische – Teo Otto – Thea Schleusner, Galerie Ercha, Wittenberg.
- 1956: Der graphische Zyklus. Von Max Klinger bis zur Gegenwart, Deutsche Akademie der Künste, Berlin.

## Auszeichnungen
- 1963: Ehrenkreuz für Kunst und Wissenschaft der Republik Österreich
- 1964: Großes Bundesverdienstkreuz der BRD
- 1964: Kunstpreis der Stadt Zürich[13]

## Ehrung
Das „Teo Otto Theater“ Remscheid, seit dem 30. September 2001 nach dem Bühnenbildner benannt, und die Galerie der Stadt Remscheid führten im Jahr 2000/2001 gemeinsam mit dem Theatermuseum der Landeshauptstadt Düsseldorf und dem Kulturbüro Wuppertal eine umfangreiche Retrospektive auf Teo Ottos Werk durch.

## Sammlungen
Im Teo Otto Archiv der Familie Höhmann finden sich unter anderem seine Ölgemälde sowie zentrale Bühnenbilder seiner letzten Schaffensjahre. Eine Vielzahl seiner Entwürfe befindet sich unter anderem in der Theaterwissenschaftlichen Sammlung der Universität zu Köln und in der Akademie der Künste in Berlin.